# Nesytanebetisherou (épouse de Sheshonq, fils d'Osorkon Ier)
Pour l’article homonyme, voir Nesytanebetisherou.
Nesytanebetisherou est l'épouse du grand prêtre d'Amon Sheshonq, fils du roi Osorkon Ier (autrefois confondu avec le roi Sheshonq II). Elle est la mère d'un certain prêtre Horsaïset qui est peut-être le futur roi Horsaïset Ier. Elle a également été chanteuse d'Amon. Elle est mentionnée sur une statue du dieu Bès commanditée par son fils Horsaïset en l'honneur de son père Sheshonq ; cette statue de trouve au Musée de Durham (en).